# 朴智焕
朴智焕（韓語：박지환，1980年9月5日—），韩国男演员。20代时期主要出演舞台剧作品，2006年首次出演电影《暴力城市》，此后在不同的作品中扮演了许多让人印象深刻的反派角色。2017年，凭借电影《犯罪都市》中的张夷帅一角打开知名度；2022年凭借电影《犯罪都市2》获得春史国际电影节和韩国黄金摄影奖的最佳男配角。

## 个人生活
朴智焕于2024年4月27日与比自己年轻11岁的圈外女性举行婚礼，两人在COVID-19疫情期间结缘并登记结婚，婚礼因疫情和朴智焕的拍摄日程而推迟，两人育有1子。

## 影视作品

### 电影
- 2006年：《暴力城市（朝鲜语：짝패 (영화)）》饰演 10代组织的头目
- 2007年：《流氓团伙》饰演 啤酒屋的韩国人之一
- 2007年：《幽灵奏鸣曲》
- 2009年：《枯竭（朝鲜语：고갈 (영화)）》饰演 男子
- 2009年：《归乡（朝鲜语：귀향 (2009년 영화)）》饰演 尿男
- 2009年：《清溪川的狗》
- 2011年：《看不見的愛》饰演 城山孝体育馆运动员1
- 2012年：《胖嘟嘟的革命（朝鲜语：통통한 혁명）》饰演 服务员
- 2013年：《柏林》饰演 保卫部要员2
- 2013年：《防毒皮（朝鲜语：방독피）》饰演 停车人员宝植
- 2013年：《回家的路》饰演 泰光
- 2014年：《不標準情人》饰演 金牙
- 2014年：《一次都没做过的女人（朝鲜语：한번도 안해본 여자）》饰演 醉客
- 2014年：《我的独裁者（朝鲜语：나의 독재자）》饰演 刑讯组长
- 2014年：《顶级较量（朝鲜语：빅매치）》饰演 流浪汉
- 2014年：《救世主》
- 2015年：《戀愛的味道》饰演 过去医大的前辈
- 2015年：《無賴漢》饰演 孙庆秀
- 2015年：《恶人还活着（朝鲜语：악인은 살아 있다）》饰演 金柱元
- 2015年：《大虎（朝鲜语：대호）》饰演 环捕手
- 2016年：《檢察官外傳》饰演 哲九
- 2016年：《大演员（朝鲜语：대배우）》饰演 正奉
- 2016年：《偵探洪吉童：消失的村莊》饰演 张吉成
- 2016年：《特别搜查：死囚来信（朝鲜语：특별수사: 사형수의 편지）》饰演 吉上司
- 2016年：《阿修羅》饰演 泰秉组随行人员之一
- 2017年：《代立军（朝鲜语：대립군）》饰演 戈鲁塔
- 2017年：《犯罪都市》饰演 张夷帅
- 2017年：《1987：黎明到來的那一天》饰演 黄敬勇警卫
- 2018年：《非賣品》饰演 朴春植
- 2018年：《麻药王》饰演 王文浩
- 2019年：《娑婆诃》饰演 张石
- 2019年：《鳳梧洞戰役》饰演 荒吉茂
- 2020年：《抓住救命稻草的野兽们》饰演 鲫鱼
- 2021年：《归零地（朝鲜语：그라운드 제로 (2021년 영화)）》饰演 纹身男
- 2021年：《獵魂者》饰演 行來
- 2022年：《海賊：鬼怪的旗幟》饰演 𩽾𩾌
- 2022年：《犯罪都市2》饰演 张夷帅
- 2022年：《闲山：龙的出现》饰演 罗大用（英语：Na Dae-yong）
- 2023年：《犯罪都市3》饰演 张夷帅（彩蛋特别出演）
- 2024年：《犯罪都市4》饰演 张夷帅[6]
- 2024年：《找死凶宅》饰演 崔所长
- 待定：《Boss》饰演 板虎[7]
- 待定：《和王一起生活的男人》（特别出演）[8]

### 电视剧
- 2015年：SBS《六龍飛天》饰演 风地观下属之一
- 2016年：tvN《吹笛子的男人》饰演 许泰雄
- 2016年：KBS2《Master－麵條之神》
- 2017年：JTBC《Untouchable》饰演 具道洙
- 2019年：tvN《觸及真心》饰演 李斗燮
- 2019年：SBS《綠豆花》饰演 金甲
- 2019年：tvN《Black Dog》饰演 宋永泰
- 2020年：JTBC《模範刑警》饰演 金尚洙
- 2022年：tvN《我們的藍調時光》饰演 郑印权
- 2023年：tvN《特务家族》飾演 子彈／姜伍澤（特別出演）
- 2023年：KBS《純情拳擊手》饰演 金五福
- 2023年：Netflix《京城生物》饰演 具甲平
- 2024年：Netflix《無聲蛙鳴》飾演 忠斗
- 2024年：TVING《于氏王后》飾演 武骨
- 2024年：Disney+《首爾破笑組》飾演 武重力
- 2025年：Disney+《濁流之爭》飾演

## 其他作品

### 舞台剧
- 2003年：《笑吧，坟墓》
- 2007年：《爱情，至亲至纯》
- 2008年：《诗洞感觉》
- 2010年：《淳佑叔叔》
- 2010年：《1洞28号车淑家》
- 2012年：《木兰姐》
- 2012年：《沙姆·阿米格达拉》
- 2012年：《The Photo》
- 2012年：《小说家久保的一天》
- 2013年：《国王垂死》
- 2013年：《父亲的家》
- 2013年：《木兰姐》
- 2016年：《旧制》

### 综艺节目
- 2021年：tvN《借给你带轮子的家》
- 2022年：tvN《帳篷外面是歐洲》[9]
- 2023年：tvN《帳篷外面是歐洲挪威篇》

## 奖项荣誉
| 年份   | 颁奖礼                 | 奖项                | 作品               | 结果 | 备注   |
| ------ | ---------------------- | ------------------- | ------------------ | ---- | ------ |
| 2022年 | APAN Star Awards       | 最佳男配角          | 《我們的藍調時光》 | 提名 | [ 10 ] |
| 2022年 | 第27届春史国际电影节   | 最佳男配角          | 《犯罪都市2》      | 獲獎 | [ 11 ] |
| 2022年 | 第31屆釜日電影獎       | 最佳男配角          | 《犯罪都市2》      | 提名 | [ 12 ] |
| 2022年 | 第43届青龙电影奖       | 最佳男配角          | 《犯罪都市2》      | 提名 | [ 13 ] |
| 2022年 | 第58屆大鐘獎           | 最佳男配角          | 《犯罪都市2》      | 提名 | [ 14 ] |
| 2022年 | 第58屆大鐘獎           | People's Choice奖   | 《犯罪都市2》      | 獲獎 | [ 15 ] |
| 2022年 | 第42届黄金摄影奖电影节 | 最佳男配角          | 《犯罪都市2》      | 獲獎 | [ 16 ] |
| 2023年 | 第59屆百想藝術大獎     | 電影部門 男子配角賞 | 《犯罪都市2》      | 提名 |        |
| 2024   | 第33屆釜日電影獎       | 最佳男配角          | 《找死凶宅》       | 提名 |        |